# Крекінг-установка Лейк-Чарльз (Sasol)
Крекінг-установка Лейк-Чарльз (Sasol) — підприємство нафтохімічної промисловості, яке споруджується південноафриканською компанією Sasol в Луїзіані. 
У другій половині 2010-х років цілий ряд потужних нафтохімічних корпорацій розпочав зведення в США нових заводів з виробництва найбільш масового продукту органічної хімії етилену. Приєдналась до цього процесі й південноафриканська Sasol, відома своїми технологіями переробки вугілля та природного газу (комплекси Сасолбург і Секунда). Споруджувана нею в Луїзіані установка парового крекінгу має працювати на етані, великі додаткові обсяги якого з'явились на узбережжі Мексиканської затоки внаслідок "сланцевої революції".
Нове виробництво розташують поруч з існуючим хімічним комплексом LCCC, котрий знаходиться у власності Sasol з 2001 року. Цей промисловий майданчик вже містить установку піролізу, проте новий проєкт буде втричі потужнішим — його розраховано на виробництво 1,5 млн тонн етилену на рік, що станом на середину 2010-х складає понад 1 % світового виробництва. Комплекс забезпечуватиме також продукування поліетилену та оксиду етилену (сировиною для чого і буде етилен).
Загальна вартість проєкту (включаючи лінію поліетилену низької щільності) очікується на рівні 11 млрд доларів США.
Станом на серпень 2017 року було виконано майже 2/3 робіт за проєктом.